# Cyrtopogon ruficornis
Cyrtopogon ruficornis är en tvåvingeart som först beskrevs av Fabricius 1794.  Cyrtopogon ruficornis ingår i släktet Cyrtopogon och familjen rovflugor. Inga underarter finns listade i Catalogue of Life.

## Bildgalleri

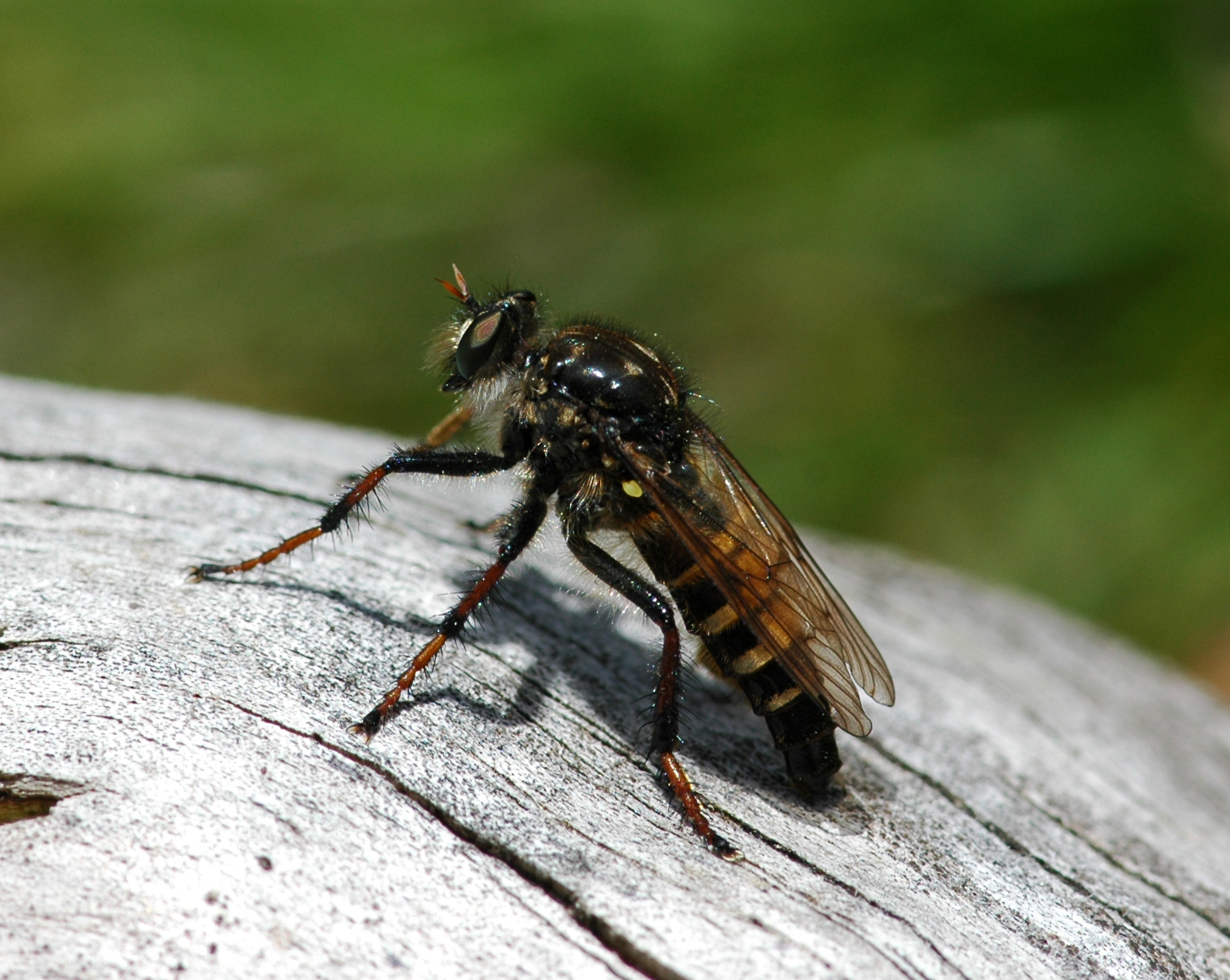